# Plattenloch
Das Plattenloch ist eine alpine Karsthöhle. Die Höhle liegt in der Gemeinde Innerthal im Kanton Schwyz in der Schweiz. Sie liegt im Karstgebiet des voralpin geprägten Wägitals. 
Das Plattenloch ist Teil eines ausgedehnteren Höhlensystems am Lachenstock. Es wurde 1981 entdeckt und seit 1985 erforscht. Die Forschungen werden von der Ostschweizerischen Gesellschaft für Höhlenforschung koordiniert.